# Oceania Club Championship 1999
L'Oceania Club Championship 1999 si tenne a Nadi e Lautoka (Figi) nel settembre 1999.
Era questa la seconda edizione della massima competizione calcistica continentale per club dell'Oceania.

## Partecipanti
| - Konica FC (Samoa Americane) - South Melbourne FC (Australia) - Nadi (Figi) - Central United (Nuova Zelanda) - Malaita Eagles (Isole Salomone) |  | - AS Vénus (Tahiti) - SC Lotoha'apai (Tonga) - Tafea FC (Vanuatu) - Kiwi Club (Samoa Occidentali) |

## Fase a gironi

### Gruppo A
| Pos | Squadra            | G | V | N | P | GF | GS | Pti |
| 1   | South Melbourne FC | 2 | 2 | 0 | 0 | 12 | 1  | 6   |
| 2   | Malaita Eagles     | 2 | 1 | 0 | 1 | 15 | 4  | 3   |
| 3   | Konica FC          | 2 | 0 | 0 | 2 | 2  | 24 | 0   |

| Data   | Match                            | Risultato |
| 18 set | South Melbourne - Malaita Eagles | 2 - 1     |
| 20 set | Malaita Eagles - Konica          | 14 - 2    |
| 22 set | South Melbourne - Konica         | 10 - 0    |

### Gruppo B
| Pos | Squadra   | G | V | N | P | GF | GS | Pti |
| 1   | AS Vénus  | 2 | 1 | 1 | 0 | 15 | 2  | 4   |
| 2   | Nadi      | 2 | 1 | 1 | 0 | 14 | 1  | 4   |
| 3   | Kiwi Club | 2 | 0 | 0 | 2 | 1  | 27 | 0   |

| Data   | Match                | Risultato |
| 18 set | Nadi - AS Vénus      | 1 - 1     |
| 20 set | Nadi - Kiwi Club     | 13 - 0    |
| 22 set | AS Vénus - Kiwi Club | 14 - 1    |

### Gruppo C
| Pos | Squadra        | G | V | N | P | GF | GS | Pti |
| 1   | Central United | 2 | 1 | 1 | 0 | 18 | 2  | 4   |
| 2   | Tafea FC       | 2 | 1 | 1 | 0 | 12 | 2  | 4   |
| 3   | SC Lotoha'apai | 2 | 0 | 0 | 2 | 0  | 26 | 0   |

| Data   | Match                           | Risultato |
| 18 set | Tafea FC - SC Lotoha'apai       | 10 - 0    |
| 20 set | Central United - SC Lotoha'apai | 16 - 0    |
| 22 set | Central United - Tafea FC       | 2 - 2     |

## Semifinali
| 24 set | Central United - Nadi      | 0 - 1 |
| 24 set | South Melbourne - AS Vénus | 3 - 0 |

## Finale 3º-4º posto
| 26 set | Central United - AS Vénus | n.d. |

La finale 3º-4º posto venne annullata (a causa di infortuni).

## Finale
| 26 set | South Melbourne - Nadi | 5 - 1 |

## Campione
| Oceania Club Championship 1999: South Melbourne Primo titolo per il South Melbourne |